# Raja-Jooseppi
Koordinaten: 68° 28′ 33,8″ N, 28° 28′ 22,9″ O

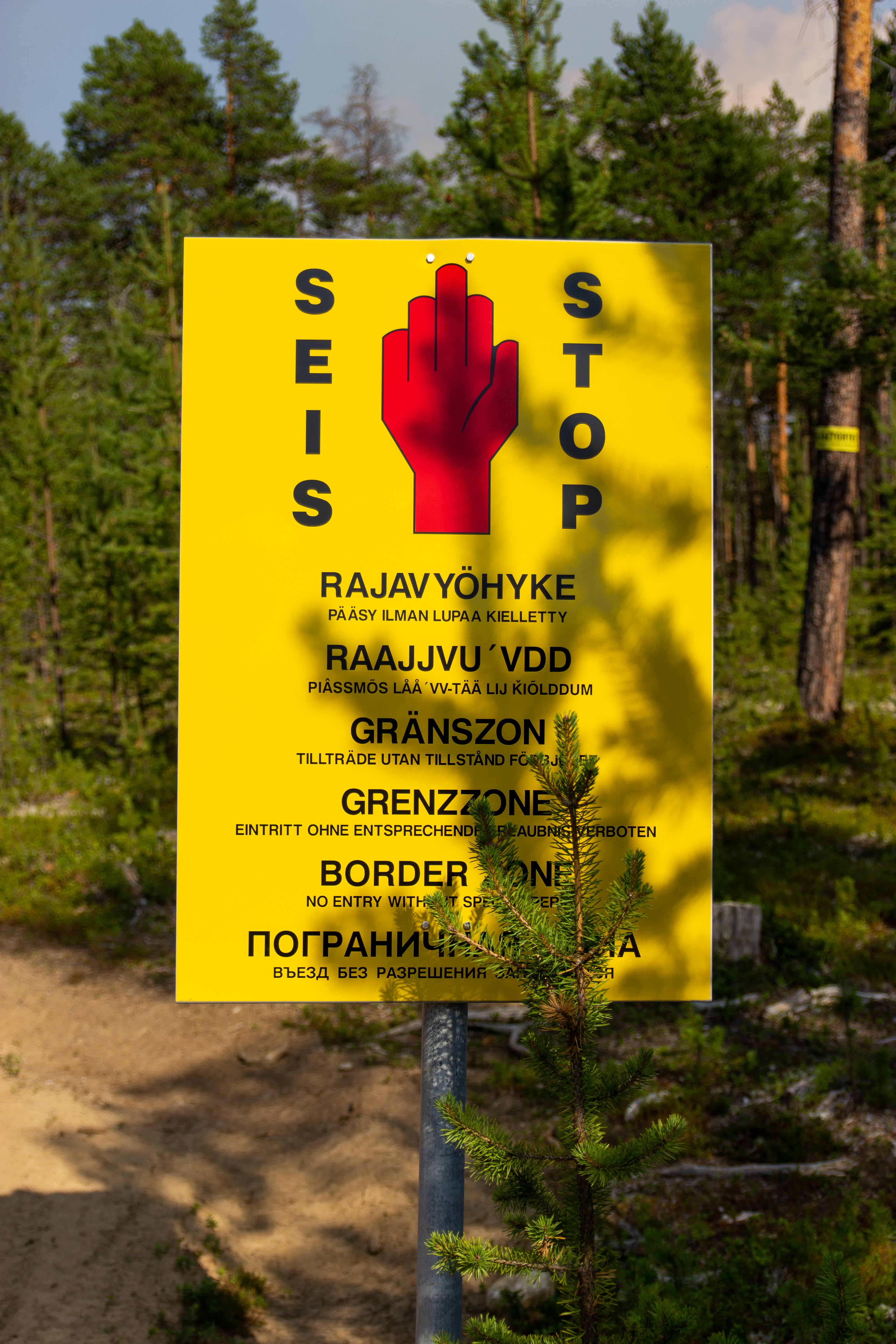
Grenze (2018)

Raja-Jooseppi ist ein internationaler Grenzübergang bei Inari in Finnland.

## Geografie
Raja-Jooseppi (auch: Rajajooseppi, Raja bedeutet finnisch Grenze;  russ.: Raja-Jooseppi-Lotta, oder mit der Abkürzung für Straßenverkehrs-Grenzübergangspunkt: МАПП Лотта, MAPP Lotta) ist ein Grenzübergang an der Grenze zwischen Finnland und Russland, liegt in der finnischen Taiga und ist über die Landstraße 91 Rajajoosepintie an das finnische Straßennetz angeschlossen. Am 25. Januar 1967 wurde der Grenzübergang eröffnet. Seit dem 4. September 1989 ist der Grenzübergang auch für den internationalen Autoverkehr geöffnet. Von 2009 bis 2012 verdoppelte sich der Grenzverkehr von 60.000 auf über 128.000 Personen.

## Einsiedler und Rentierzüchter Jooseppi
Der Wohnplatz des Einsiedlers Raja-Jooseppi  eigentlich Joosef „Jooseppi“ Juhonpoika Sallila (1. Januar 1877 Kuivasjärvi, Parkano – 10. Mai 1946) ist seit 1982 ein Museumsbereich, eingestuft als national bedeutsam, im Gebiet des Nationalpark Urho Kekkonens in der Landschaft Lappland mit Rentierzucht. Bauten von Raja-Jooseppi wurden zum Teil im Krieg zerstört, zum Teil nachher errichtet. Das Feld kann dank einer Verschmälerung der finnische Grenzzone besucht werden, dort zu campieren ist jedoch nicht erlaubt. Das Feld liegt wenige (6?) Kilometer von der (1969?) nach ihm benannten Grenzstation entfernt.